# Fritz von Below
Fritz Wilhelm Theodor Karl von Below (Danzica, 23 settembre 1853 – Weimar, 23 novembre 1918) è stato un generale tedesco della prima guerra mondiale.
Discendente da una nobile famiglia del Meclemburgo-Pomerania, era cugino di Otto von Below, altro comandante tedesco durante il primo conflitto mondiale.
A vent'anni entrò nell'esercito tedesco e servì fino al 1906 nello Stato Maggiore generale. Nel 1908 ricevette il comando della 1ª Divisione della Guardia di Berlino. Nel 1912 divenne General der Infanterie e comandò il XXI Corpo d'armata di stanza a Saarbrücken.
Nel corso della guerra mondiale succedette (1914) a Paul von Hindenburg al comando dell'8ª Armata tedesca nella Prussia Orientale, e prese parte nel febbraio 1915 alla Seconda battaglia dei laghi Masuri.
Ricevette l'onorificenza Pour le Mérite il 16 febbraio 1915.
Il 4 aprile 1915 fu chiamato sul fronte occidentale, in sostituzione del feldmaresciallo von Bülow a guidare la 2ª Armata, con cui partecipò alla battaglia della Somme.
Nel 1916 comandò ancora la 2ª Armata nella battaglia della Somme tenendo il settore fra Noyon e Gommecourt con solo tre divisioni. A metà luglio passò al comando della 1ª e poi ancora della 9ª Armata. L'11 agosto 1916 ricevette le foglie di quercia in aggiunta al Pour le Mérite.
Fritz von Below morì poco dopo la fine della guerra e fu sepolto al Cimitero degli Invalidi di Berlino.